# Huntington (Arkansas)
Huntington é uma cidade localizada no estado americano de Arkansas, no Condado de Sebastian.

## Demografia
Segundo o censo americano de 2000, a sua população era de 688 habitantes.
Em 2006, foi estimada uma população de 704, um aumento de 16 (2.3%).

## Geografia
De acordo com o United States Census Bureau, a localidade tem uma área de 1,8 km², sem área coberta por água. Huntington localiza-se a aproximadamente 194 m acima do nível do mar.

## Localidades na vizinhança
O diagrama seguinte representa as localidades num raio de 24 km ao redor de Huntington.